# Novobisium carolinense
Novobisium carolinense är en spindeldjursart som först beskrevs av Banks 1895.  Novobisium carolinense ingår i släktet Novobisium och familjen helplåtklokrypare. Inga underarter finns listade i Catalogue of Life.